# Reußenberg (Naturschutzgebiet)
Reußenberg ist ein Naturschutzgebiet (NSG-Nummer 1.001) im Gebiet der Stadt Crailsheim im baden-württembergischen Landkreis Schwäbisch Hall. Bereits am 23. August 1937 war der Reußenberg unter Naturschutz gestellt worden. Mit Verordnung vom 23. Dezember 1975 hat das Regierungspräsidium Stuttgart das Gebiet in seiner heutigen Form und Größe gebildet. Offiziell wird das Gebiet dort unter dem Namen Reusenberg geführt, in den naturkundlichen Schriften hat sich jedoch die Schreibweise Reußenberg eingebürgert. In der älteren Literatur ist das NSG auch unter den Namen Reisenberg oder Reißenberg bekannt geworden.

## Lage
Das 182,6 Hektar große Naturschutzgebiet liegt nordwestlich von Crailsheim zwischen den Stadtteilen Roßfeld und Triensbach und damit im Naturraum 127-Hohenloher und Haller Ebene in der naturräumlichen Haupteinheit 12-Gäuplatten im Neckar- und Tauberland. Das Gebiet ist auf der Straße von Crailsheim-Maulach her erreichbar. Folgt man dort dem Schild „Reußenberg“, dann erreicht man etwa 700 Meter nördlich des Ortsendes den Waldrand, wo das Naturschutzgebiet beginnt, und nach weiteren 400 Metern Waldwegs steht man zwischen den beiden Stillgewässern Oberer und Unterer Reußenbergweiher.

## Schutzzweck
Schutzzweck ist die Erhaltung der Gipsdolinenlandschaft mit Weihern, Verlandungsgesellschaften, Schwingrasen, Erlenbruch- und Eichen-Hainbuchen-Wäldern.

## Geologie, Flora, Fauna
Bereits außerhalb des Waldes fällt das unruhige Landschaftsrelief auf. Die bankigen Grundgipsschichten im Untergrund des dort anstehenden Gipskeupers (Grabfeld-Formation), an einem offenen Gipsbruch etwa einen Kilometer östlich beim Crailsheimer Weiler Hagenhof gut einzusehen, werden durch Wasser angegriffen und mit der Zeit aufgelöst, diesen Vorgang bezeichnet man als Subrosion. Die dadurch entstehenden unterirdischen Hohlräume können allmählich oder auch abrupt einbrechen, dabei entstehen Dolinen. Wenn dann noch überlagernder tonhaltiger Gipsmergel in die Doline nachrutscht und diese abdichtet, entstehen Tümpel und Seen, die man als Lachen bezeichnet. Bestehen diese Lachen über längere Zeiträume, verlanden sie meist mit anschließender Moorbildung. Dies kann man im NSG Reußenberg besonders im Bereich der Schwarzen Lache beobachten, die nach älteren Karten bereits seit 1828 existiert. Heute hat sich hier ein Moorbirken-Bruchwald mit kompakten Torfmooshügeln (Bulte) angesiedelt. Bei den jüngeren Lachen, wie der Grünen Lache (1911 eingebrochen), und der noch jüngeren Neuen Lache, herrschen in den Uferzonen noch Großseggenriede aus Sumpf-, Schnabel- oder Steifer Segge vor. Die Wasserfläche der Grünen Lache ist den Sommer über von einem grünen Teppich aus Wasserlinsen (hier: Lemna minor) nahezu bedeckt.
Zu den botanischen Kostbarkeiten des Gebiets zählt das seltene Sumpf-Blutauge, das im nördlichen Württemberg nur spärlich verbreitet ist. Ebenso bemerkenswert sind Sumpf-Haarstrang, Wasserschierling, Gewöhnlicher Wasserschlauch und das Moor-Labkraut in den feuchten Flächen und die Knollige Kratzdistel, der Runde Lauch sowie die Silberdistel auf den mageren Wiesen und Weiden am Rand des Schutzgebiets. Erfreulich ist die große Zahl an Elsbeeren. Von den landwirtschaftlich genutzten Bereichen sind die blumenreichen Glatthafer- oder Kohldistelwiesen besonders wertvolle Lebensräume.
In den zahlreichen Kleingewässern finden Amphibien wertvolle Lebensräume. Darunter auch Erdkröte und Laub- und Seefrosch. Mehrere Libellenarten, wie Großer Blaupfeil, Gemeine Smaragdlibelle, Großes Granatauge oder die Herbst-Mosaikjungfer, leben dort. In den größeren Gewässern sind Döbel und Hecht zuhause.